# Paranagnia fuminervis
Paranagnia fuminervis är en insektsart som först beskrevs av Lethierry 1892.  Paranagnia fuminervis ingår i släktet Paranagnia och familjen Dictyopharidae. Inga underarter finns listade i Catalogue of Life.